# アドミッション -親たちの入学試験-
『アドミッション -親たちの入学試験-』（Admission）は、2013年にアメリカ合衆国で制作されたコメディ映画。日本では劇場未公開で、2014年4月23日にNBCユニバーサル・エンターテイメントジャパンよりソフト化。

## ストーリー
名門プリンストン大学の入学担当官であるポーシャは、全米二位に落ちた大学の評判を取り戻すため、優秀な学生を入学させようと必死だった。
そんな彼女のもとに、大学の同期だというジョンから連絡が入る。それは、彼が最近新設した高校を見に来てほしいというものだった。しかし、その高校は普通のものとは大きく異なり、片田舎で生徒が牛の世話や薪割りなどをしながら生活するといった風変わりなものだった。驚くポーシャに対してジョンは、ジェレマイアという生徒を紹介し、彼を大学に推薦する。だが、ポーシャは名門校でもない生徒を、大学に入学させることに対して懐疑的であった。
するとジョンは、彼女に驚くべき真実を告げる。なんとジェレマイアは彼女が過去に里子に出した息子だというのだ。ちょうどその頃、彼女は長年同棲していた恋人から突然別れを切り出されてしまい、次第にジョンと惹かれあっていく。恋、家族、仕事と、彼女の人生が大きく変わりだす。

## キャスト
| 役名                     | 俳優                 | 日本語吹替 |
| ------------------------ | -------------------- | ---------- |
| ポーシャ・ネイサン       | ティナ・フェイ       | 櫻井智     |
| ジョン・プレスマン       | ポール・ラッド       | 井上和彦   |
| ジェレマイア・バラキアン | ナット・ウルフ       | 柿原徹也   |
| マーク                   | マイケル・シーン     | 大塚芳忠   |
| スザンナ                 | リリー・トムリン     | 沢田敏子   |
| クラレンス               | ウォーレス・ショーン | 樋浦勉     |
| コリーヌ                 | グロリア・ルーベン   | 沢海陽子   |

吹き替え翻訳：藤原恵子
吹き替え演出：市来満